# Legends of the Hidden Temple: The Movie
Legends of the Hidden Temple es una película de televisión de acción que se estrenó el 26 de noviembre de 2016 por la cadena infantil Nickelodeon. Está inspirada en la serie de televisión  del mismo nombre durante los años 90, su estreno en Latinoamérica fue el 18 de febrero de 2017.
La película atrajo un total de 1.6 millones de espectadores.

## Sinopsis
Tres hermanos, la adolescente Sadie y sus hermanos menores Noah y Dudley, están de vacaciones en México con sus padres, quienes les permiten visitar solos el parque temático Hidden Temple, donde Kirk Fogg ahora trabaja como guía turístico. Noah, fascinado por las leyendas del Templo Escondido, que cree que son reales, desea poder explorarlo por dentro, pero Fogg revela que el Templo estaba cerrado al público después de un incidente años antes. Impresionado por el conocimiento de Noah sobre el Templo, Fogg le entrega un mapa que encontró en su interior. Para disgusto de Sadie, Noah y Dudley se cuelan en el área restringida donde se cree que está la entrada secreta. Sadie intenta detenerlos, pero accidentalmente pisa la trampilla que los envía al templo.
Los niños son recibidos dentro del templo nada menos que por Olmec, quien una vez fue rey. Recuerda un momento de su vida y luego les cuenta lo que recuerda. El planeaba decretar a su buen hijo, el Príncipe Zuma, como sucesor del reino, cuando de repente su malvado hijo Thak y su ejército de Guardias del Templo aparecieron e intentaron matar a Zuma e instaurar a Thak como rey. Así que Olmec no tuvo más remedio que convertir en piedra toda la civilización. Noah cree que él, Sadie y Dudley son los únicos que pueden restaurar el reino a su antigua gloria. Olmec les indica que encuentren ambos semicolgantes de vida en la Sala de los Antiguos Guerreros y en la Sala del Tesoro, pero les advierte de los peligros que podrían acechar alrededor del templo. Una vez que se encuentran ambos medios colgantes, deben combinarse para desbloquear el Templo y luego salir en tres minutos; de lo contrario, los tres hermanos correrán el riesgo de quedar atrapados dentro del Templo para siempre.

## Personajes
- Isabela Moner como Sadie.
- Colin Critchley como Noah.
- Jet Jurgensmeyer como Dudley.
- Kirk Fogg como él mismo.
- Dee Bradley Baker como Olmec.

## Doblaje
- Leisha Medina como Sadie.
- Mariangny Álvarez como Noah.
- Lileana Chacón como Dudley.
- Juan Manuel Guzmán como él mismo Kirk Fogg.
- David Silva como Olmec.

## Producción
Jet Jurgensmeyer dio el papel de Dudley, el menor de los tres hermanos, que tiene la capacidad de hablar con todos los animales, excepto serpientes. Kirk Fogg, el anfitrión original de Legends of the Hidden Temple, el game show de los años 90 en el que se basa la película, vuelve como una versión ficticia de sí mismo, que trabaja como guía turístico. Colin Critchley e Isabela Moner, también aparecen en la película. Dee Bradley Baker estará regresando a la serie de los 90 para proporcionar de nuevo, la voz de Olmec.